# 孤独なハート
「孤独なハート」（こどくなハート）は、日本のシンガーソングライターである長渕剛の楽曲。
1984年3月21日に東芝EMIのエキスプレスレーベルから12枚目のシングルとしてリリースされた。前作「GOOD-BYE青春」（1983年）からおよそ半年ぶりにリリースされ、前作に引き続き作詞は秋元康、作曲は長渕、編曲は瀬尾一三が担当している。
男女の別れをテーマにした曲であり、自分の元を離れていく女性に対して男性が強がりを言う内容の軽快なロックチューンとなっている。オリコンチャートでは最高位21位となった。
長渕主演のTBS系テレビドラマ『家族ゲームII』（1984年）の主題歌として使用された。
オリジナル・アルバム『HOLD YOUR LAST CHANCE』（1984年）からの先行シングルとなっている。それ以降では、ベスト・アルバム『SINGLES Vol.2 (1983〜1988)』（1997年）にのみ収録されている。

## 背景
この作品から長渕の声質や歌唱法が変化しており、長渕は「自分の声が、嫌で嫌でしょうがなかった」との理由から声を潰すためにルゴールの原液や奄美の50度もある焼酎をとりよせては毎日うがいなどを行っていた。声は一度は枯れるが、また元に戻ってしまう事を繰り返し、結局は年間120ヶ所におよぶライブで歌う事によって、喉にポリープが発生し声質に変化をもたらす事となった。

## 音楽性
男女の別れを歌った曲。これまでの曲とは打って変わり、ロック調の曲となっている。また、この曲から長渕の声はしゃがれており、声質が変化する転換点となっている。
前作に続き作詞は秋元康が担当、また西本明や滝本季延など、尾崎豊の作品に多く関わっているミュージシャンが参加している。
音楽情報サイト『CDジャーナル』では、「軽快なポップ・ロック・チューン。自分を振った女性に対し、優しさの裏返しとして強がりを言う男の歌」と表記されている。

## リリース
1984年3月21日に東芝EMIのエキスプレスレーベルよりリリースされた。
シングル曲としては、「二人歩記」（1981年）以来となるオリジナルアルバム収録曲となった。アルバム収録バージョンはリミックスされており、一部コーラスなどが変更されている。
B面曲「Welcome To My House」は、オリジナルアルバム未収録となった。

## 批評
| 専門評論家によるレビュー | 専門評論家によるレビュー |
| レビュー・スコア         | レビュー・スコア         |
| 出典                     | 評価                     |
| ------------------------ | ------------------------ |
| CDジャーナル             | 肯定的                   |

音楽情報サイト『CDジャーナル』では、「長渕剛らしい男っぽさが味わいどころ」と評されている。

## チャート成績
前作に次ぐテレビドラマタイアップ曲だが、オリコンチャートでの最高位21位、登場回数は15回、売り上げ枚数は10.7万枚となった。

## ライブ・パフォーマンス
本作が収録されたアルバム『HOLD YOUR LAST CHANCE』（1984年）を引っ提げてのライブツアー「LIVE'84 - '85 HOLD YOUR LAST CHANCE」にて演奏されたが、後のライブでは演奏されることは全くなかった。しかし、2004年8月21日に桜島特設会場で開催された「桜島オールナイトコンサート」にておよそ20年ぶりに演奏された。

## メディアでの使用
長渕が主演として出演したTBS系テレビドラマ『家族ゲームII』（1984年）の主題歌として使用された。本来であれば同ドラマは2クール放送される予定であったが、視聴率が低迷したため打ち切りとなり、急遽『うちの子にかぎって…』（1984年 - 1985年）が企画、放送される事になった。

## カバー
- テディ・ロビン・クァン（泰迪羅賓） - 広東語バージョン、「世界會轉」のタイトルでアルバム『天外人』（1984年）に収録。

## シングル収録曲
| 全作曲: 長渕剛、全編曲: 瀬尾一三。 |                                   |           |            |      |
| #                                  | タイトル                          | 作詞      | 作曲・編曲 | 時間 |
| 1.                                 | 「孤独なハート」(KODOKU NA HEART) | 秋元康    | 長渕剛     | 4:10 |
| 2.                                 | 「Welcome To My House」           | 長渕剛    | 長渕剛     | 3:59 |
| 合計時間:                          | 合計時間:                         | 合計時間: | 8:09       |      |

## スタッフ・クレジット

### 参加ミュージシャン
- 滝本季延 - ドラムス
- 美久月千晴 - ベース
- 青山徹 - ギター
- 西本明 - キーボード
- ジェイク・コンセプション - サクソフォーン

### スタッフ
- 長渕剛 - プロデューサー
- グレッグ・ラダニー - ミックス・エンジニア
- 陣山俊一（ユイ音楽工房） - ディレクター
- 山里剛（ヤマハ音楽振興会） - ディレクター
- 木村嘉男（ファンハウス） - ディレクター
- 石塚良一 - レコーディング・エンジニア
- 川上源一  - エグゼクティブ・プロデューサー
- 後藤由多加 - エグゼクティブ・プロデューサー

## 収録作品
スタジオ音源
- 『HOLD YOUR LAST CHANCE』（1984年）
- 『SINGLES Vol.2 (1983〜1988)』（1997年）

ライブ音源
- 『長渕剛 ALL NIGHT LIVE IN 桜島 04.8.21』（2004年）

ライブ映像
- 『HUNGRY TOUR 1986.1.22 THE 4DAYS LIVE』（1986年）
- 『SAKURAJIMA』（2004年）